# Edgar Reitz
Edgar Reitz (Morbach, 1º novembre 1932) è un regista e sceneggiatore tedesco, tra le figure più autorevoli del nuovo cinema tedesco, famoso per l'acclamata serie di Heimat.

## Biografia
Dopo il diploma di maturità, nel 1952, si trasferisce a Monaco di Baviera, città in cui Reitz frequenta l'Università e si occupa di teatro e di cinema. Dopo i primi cortometraggi, realizza documentari su temi scientifici, short televisivi di educazione stradale, film per l'industria e la pubblicità. Scrive sceneggiature, fa l'assistente operatore, il direttore della fotografia, l'ispettore di produzione, il montatore e infine il regista. Quando Reitz comincia a lavorare nel cinema, alla metà degli anni cinquanta, in Germania, nel settore il vuoto è quasi totale. I registi dell'epoca nazista sono morti o si trovano ormai da tempo all'estero. Non ci sono modelli cui ispirarsi né una tradizione cui riallacciarsi. A Monaco non esiste ancora una cineteca dove vedere, in modo sistematico, le opere più importanti della storia del cinema.
Insieme ad altri autori di cortometraggi Reitz, nel 1962, con il "Manifesto di Oberhausen", rivendica il diritto di creare un nuovo corso cinematografico e nel 1963, con Alexander Kluge fonda l'Institut für Filmgestaltung a Ulma che dirigerà fino al 1968. Lo scopo è quello di offrire al nuovo cinema un luogo di formazione ed un centro teorico. Il progetto è appoggiato da Fritz Lang che, per motivi di salute, non è però in grado di assumere la direzione dell'Istituto. Nel 1965, sempre a Monaco, organizza una multivisione di centoventi "anelli" cinematografici (Varia Vision) per la quale Kluge scrive i testi. Reitz è co-regista e direttore della fotografia di alcuni degli "anelli". Nel 1968 riesce a far introdurre nella scuola il cinema come materia di insegnamento, impresa quanto mai difficile per la burocrazia tedesca di allora, e per qualche mese egli stesso insegna in una scuola. Tornato ad Ulma prosegue la realizzazione di cortometraggi e l'impegno presso l'Institut. Con Kluge si oppone al cosiddetto "cinema di ingredienti" ("kino der Zutaten") e si batte per un "cinema degli autori", aperto alle esperienze autobiografiche dei registi e alle esperienze sociali.
Soltanto nel 1967 Reitz realizza il suo primo lungometraggio Mahlzeiten (L'insaziabile), grazie a finanziamenti statali. Per questo film sceglie un soggetto apparentemente convenzionale, una storia d'amore in cui è evidente l'influenza della Nouvelle Vague, soprattutto di Godard. Mahlzeiten viene premiato come miglior opera prima alla mostra del cinema di Venezia del 1967. Tra il 1968 e il 1969 gira altri due lungometraggi: Uxmal e Cardillac, il primo rimasto addirittura inedito. Del 1969/70 è il lungometraggio Geschichten von Kübelkind (Storie della ragazza del bidone) in 29 episodi della durata complessiva di 203' e 58". Nel 1971 fonda a Monaco la "Edgar Reitz Filmproduktion" (ERF). Del 1973 è Die Reise nach Wien, una commedia ambientata in una cittadina di provincia durante il nazismo; il film suscita polemiche, e Reitz viene accusato dalla sinistra tedesca di affrontare il nazismo con leggerezza e per di più in una commedia.
Nel 1978 il fallimento di Der Schneider von Ulm (Il sarto di Ulm) lo porta ad una profonda crisi. Reitz lascia Monaco. La crisi esistenziale, la sensazione di aver fallito come artista, la perdita d'identità, di coscienza di se stesso, lo portano a ricercare le sue radici, a ritornare alle proprie origini, nel luogo della sua infanzia, dove è conservata la memoria della fanciullezza. Da qui nascerà Heimat. Presentato alla mostra del cinema di Venezia nel 1984, ottiene un enorme successo di critica consacrando Reitz come uno dei più autorevoli registi europei. Nel 1985 dopo il successo di Heimat, Reitz inizia la preparazione di Heimat 2 - Cronaca di una giovinezza; dopo 552 giorni di lavorazione il film viene presentato alla mostra del cinema di Venezia nel settembre 1992.
Nel 1995 Reitz fonda lo Europäisches Institut des Kinofilms ("Istituto europeo del cinema"), a Karlsruhe. Insegna cinematografia alla Staatliche Hochschule für Gestaltung di Karlsruhe. Nel 2004 esce il terzo film della saga: Heimat 3 - Cronaca di una svolta epocale. Dal 2000 al 2010 è stato direttore della Divisione arte cinematografica e altri media dell'Accademia d'arte di Baviera. Il 6 dicembre 2006 l'Università degli Studi di Perugia gli conferisce la laurea honoris causa in Storia, Filologia e Analisi del testo letterario. Nel 2013 viene presentato alla 70ª Mostra internazionale d'arte cinematografica di Venezia un quarto capitolo della saga di Heimat, intitolato Die Andere Heimat - Chronik einer Sehnsucht, suddiviso in due episodi. È il primo film della serie a non essere prodotto per la televisione.
Alla 76ª Mostra internazionale d'arte cinematografica di Venezia 2019, il documentario 800 Mal einsam - Ein Tag mit dem Filmemacher Edgar Reitz (Otto centinaia di volte solitario - Una giornata con il regista Edgar Reitz) della regista tedesca Anna Hepp ha celebrato la sua prima mondiale. Nel film il giovane regista incontra Edgar Reitz e gli parla del suo passato, presente e futuro.

## Filmografia

### Lungometraggi
- Varia Vision (1965)
- Tavola dell'amore (Mahlzeiten) (1967)
- Ora di cinema (Filmstunde) (1968) film per la TV
- Uxmal (1968)
- Cardillac (1969)
- Cinema due (Kino zwei) (1971)
- Geschichten vom Kübelkind (1971) - co-regia
- La cosa d'oro (Das Goldene Ding) (1972) - co-regia
- Il viaggio a Vienna (Die Reise nach Wien) (1973)
- Quando un grave pericolo è alle porte le vie di mezzo portano alla morte (In Gefahr und größter Not bringt der Mittelweg den Tod) (1974) - co-regia
- Wir gehen wohnen (1975)
- Ora zero (Stunde Null) (1977) film per la TV
- Il sarto di Ulm (Der Schneider von Ulm) (1978)
- Germania in autunno (Deutschland im Herbst) (1978) - co-regia
- Storie dai villaggi dell'Hunsruck (Geschichten aus den Hunsrückdörfern) (1981) documentario
- Heimat (Heimat - Eine deutsche Chronik) (1984)
- Heimat 2 - Cronaca di una giovinezza (Die Zweite Heimat - Chronik einer Jugend) (1992)
- Die Nacht der Regisseure (1995) documentario
- Heimat 3 - Cronaca di una svolta epocale (Heimat 3 - Chronik einer Zeitenwende) (2004)
- Heimat - Frammenti: le donne (Heimat - Fragmente: Die Frauen) (2006)
- L'altra Heimat - Cronaca di un sogno (Die Andere Heimat - Chronik einer Sehnsucht) (2013)

### Cortometraggi
- Volto di una residenza (Gesicht einer Residenz) (1953) – co-regia
- Sul palcoscenico aperto (Auf offener Bühne) (1953) - co-regia
- Cotone (Baumwolle) (1959)
- Yucatan (1960)
- Velocità (Geschwindigkeit) (1963)
- Binnenschiffahrt (1965) cortometraggio
- Unendliche Fahrt - Aber begrenzt (1965)
- I bambini (Die Kinder) (1966)
- Altstadt - Lebensstadt (1977) documentario
- Susanne balla (Susanne tanzt) (1979) documentario
- Il film con Biermann (Biermann-Film) (1983) - co-regia